# Сирець
Сирець (рум. Sireţi, Сирец) — село в Страшенском районе Молдавии. Относится к сёлам, не образующим коммуну.

## География
Село расположено на высоте 105 метров над уровнем моря.

## Население
По данным переписи населения 2004 года, в селе Сирець проживает 5778 человек (2799 мужчин, 2979 женщин).
Этнический состав села:
| Национальность | Число жителей | Процентный состав |
| -------------- | ------------- | ----------------- |
| молдаване      | 5694          | 98.55             |
| русские        | 38            | 0.66              |
| румыны         | 21            | 0.36              |
| украинцы       | 12            | 0.21              |
| цыгане         | 4             | 0.07              |
| болгары        | 3             | 0.05              |
| прочие         | 6             | 0.1               |
| Всего          | 5778          | 100 %             |